# Rzecznik sprawiedliwości
Rzecznik sprawiedliwości lub promotor sprawiedliwości (łac. promotor iustitiae) – osoba ustanowiona przez biskupa w diecezji, której obowiązkiem jest zabezpieczenie dobra publicznego w sprawach, w których może być ono zagrożone, i w sprawach karnych. Rzecznikiem sprawiedliwości może zostać osoba duchowna lub świecka, ciesząca się dobrym imieniem, posiadająca stopień doktora lub licencjata prawa kanonicznego, wypróbowana w roztropności i gorliwości o sprawiedliwość. 